# Sphindus cubensis
Sphindus cubensis es una especie de coleóptero de la familia Sphindidae.

## Distribución geográfica
Habita en Cuba.